# Мідвілл (Пенсільванія)
Мідвілл (англ. Meadville) — місто (англ. city) в США, в окрузі Кроуфорд штату Пенсільванія. Населення — 13 050 осіб (2020).

## Географія
Мідвілл розташований за координатами 41°38′52″ пн. ш. 80°8′51″ зх. д. / 41.64778° пн. ш. 80.14750° зх. д. (41.647754, -80.147519).  За даними Бюро перепису населення США в 2010 році місто мало площу 11,34 км², з яких 11,33 км² — суходіл та 0,01 км² — водойми.

## Демографія
Згідно з переписом 2010 року, у місті мешкало 13 388 осіб у 5462 домогосподарствах у складі 2838 родин. Густота населення становила 1180 осіб/км².  Було 6140 помешкань (541/км²).
Расовий склад населення:
| - 90,6 % — білих - 5,0 % — чорних або афроамериканців - 1,1 % — азіатів - 0,2 % — корінних американців |

До двох чи більше рас належало 2,7 %. Частка іспаномовних становила 1,7 % від усіх жителів.
За віковим діапазоном населення розподілялося таким чином: 19,2 % — особи молодші 18 років, 66,4 % — особи у віці 18—64 років, 14,4 % — особи у віці 65 років та старші. Медіана віку мешканця становила 33,0 року. На 100 осіб жіночої статі у місті припадало 89,0 чоловіків;  на 100 жінок у віці від 18 років та старших — 83,8 чоловіків також старших 18 років.
Середній дохід на одне домашнє господарство  становив 50 382 долари США (медіана — 32 468), а середній дохід на одну сім'ю — 66 023 долари (медіана — 51 576). Медіана доходів становила 39 079 доларів для чоловіків та 33 103 долари для жінок. За межею бідності перебувало 23,9 % осіб, у тому числі 30,7 % дітей у віці до 18 років та 10,6 % осіб у віці 65 років та старших.
Цивільне працевлаштоване населення становило 5685 осіб. Основні галузі зайнятості: освіта, охорона здоров'я та соціальна допомога — 42,5 %, виробництво — 9,9 %, мистецтво, розваги та відпочинок — 9,7 %.

## Відомі люди

### Народилися
- Шерон Стоун (1958) — американська акторка, номінантка на премію «Оскар».